# Jeddeloh I
Jeddeloh I ist eine Ortschaft der Gemeinde Edewecht im Landkreis Ammerland in Niedersachsen.

## Lage
Der Ort liegt etwa 13 km westlich von Oldenburg (Oldenburg) und 3,5 km nördlich des Küstenkanals und der an diesem entlangführenden Bundesstraße 401.

## Geschichte

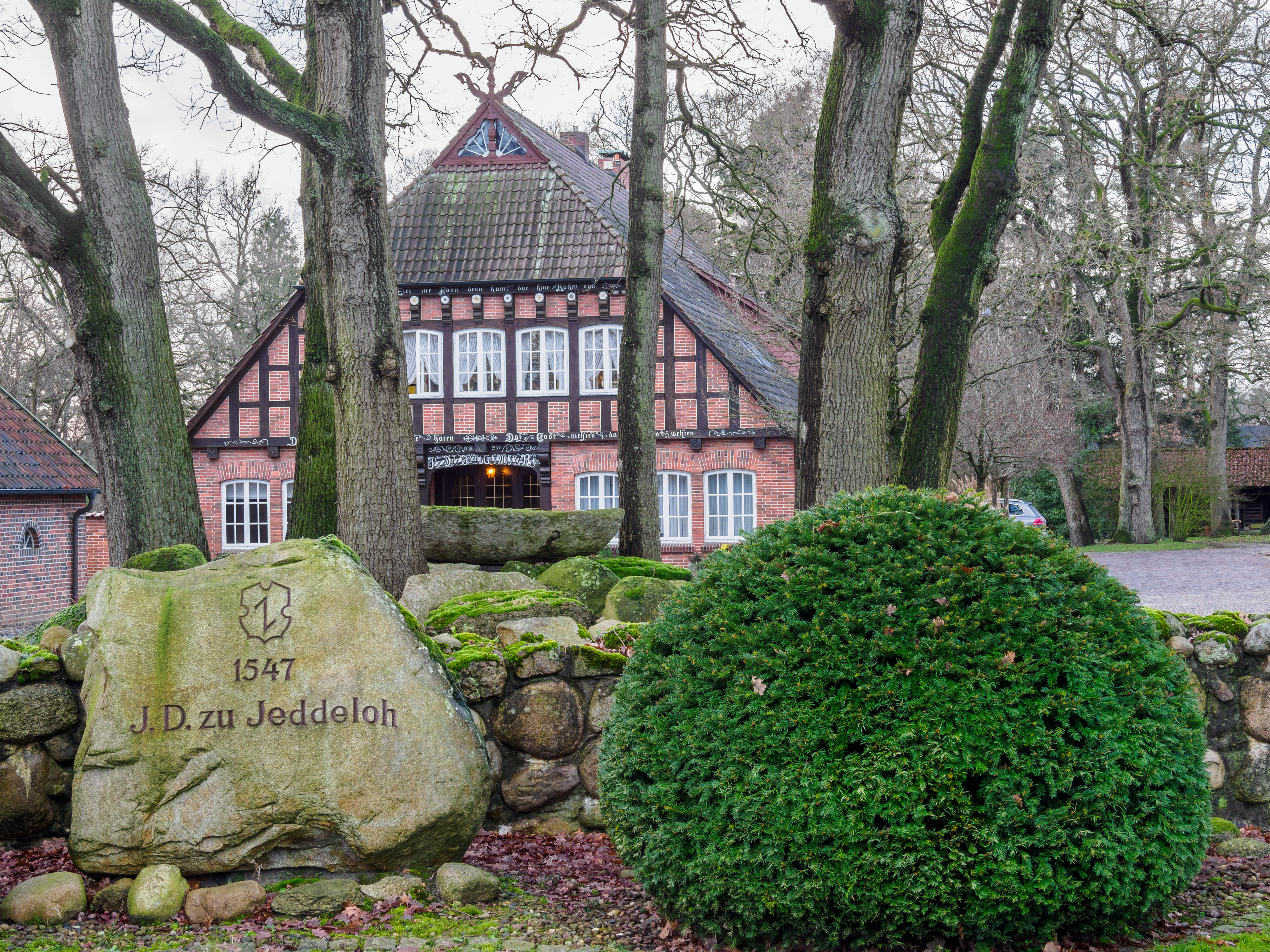
Hofstelle J. D. zu Jeddeloh

Jeddeloh I verdankt seine Existenz der letzten Eiszeit, als Gletscher aus Skandinavien Norddeutschland formten. Landschaftlich wird das Gebiet um Jeddeloh seitdem vom Wechsel der Bodenarten Moor und Geest geprägt. Der Jeddeloher Esch liegt auf einem trockeneren, sandigen Geestrücken, der wie eine Insel aus dem umgebenden feuchten Hochmoor herausragt. Es war also eine Frage der Zeit, wann sich auf diesem Sandhügel Menschen niederließen.
Relikte eines Holzdamms im Moor zwischen Jeddeloh und Edewecht belegen eine Besiedlung des Raumes schon in vorchristlicher Zeit. Urkundlich wird der Ort jedoch erstmals im „Bruchhauser Lehnsregister“ von 1260 bis 1270 als „Ydeloh“ oder „Jetelo“ erwähnt. Zur gleichen Zeit taucht in einem Güterverzeichnis des Klosters Rastede aus dem ersten Jahrzehnt des 14. Jhd. eine Hofstelle „Guidelo“ auf.
Es ist zu vermuten, dass zumindest seit dieser Zeit in Jeddeloh bereits zwei Höfe existierten. Seit 1547 sind zwei Hausmannsfamilien „zu Jeddeloh“ bezeugt, deren Nachfahren noch heute ortsansässig sind. Sie teilten sich als Vollbauern die trockeneren, landwirtschaftlich nutzbaren Eschböden. Dass sie auch angrenzende Heide- und Moorflächen in Nutzung hatten, zeigen u. a. noch die heutigen Flurbezeichnungen „Alter Kamp“ und „Neuer Kamp“.
Aus dieser mittelalterlichen Phase existiert die alte Überlieferung von „Brun Jeddeloh“ („Ik slaah de Eier in de Pann“), die in unterschiedlichen Textformen die damaligen Grenzkonflikte mit den südlich des Vehnemoors siedelnden „Münsterländern“ beschreibt (siehe auch Abschnitt Ballade weiter unten).
Durch die erstarrten Besitzverhältnisse ruhte die weitere Siedlungsentwicklung weitestgehend. Erst im 17. Jahrhundert kamen einige kleinbäuerliche Heuerleute oder Köter hinzu, die als Pächter bei den Hausmannsfamilien minderwertigen Grund und Boden am Rand des Esches bewirtschafteten und zusätzlich „Hofdienste“ leisten mussten. So wurden 1681 in Jeddeloh „im Moor“ drei Wohnplätze und 31 Einwohner, 1793 51 Einwohner gezählt. Der Alltag dieser Köter war von geringem Verdienst geprägt, oft waren Zusatzeinkünfte aus Handwerkstätigkeiten oder „Hollandgängerei“ nötig.
Noch 1790 zeigt die Oldenburgische Vogteikarte Jeddeloh als Drubbel, einen der ältesten nordwestdeutschen Siedlungstypen. Die kartographierte Altsiedlung besteht zu dieser Zeit aus den Gehöften der Vollbauern, dem Esch als Dauerackerland und den Gemeinheiten (Wald, Moor, Grünland der Vehne-Niederung). Starkes Bevölkerungswachstum erhöhte zu dieser Zeit den Druck zur Aufteilung und Nutzung der Gemeinheiten. Dies gab einen starken Impuls zur Entwicklung Jeddelohs infolge der nun einsetzenden Kolonisierung der die Jeddeloh umgebenden Moore. 

Die verstärkte Nachfrage nach Backstein ließ Anfang und Mitte des 19. Jahrhunderts zwei Ziegeleien entstehen. Der für die Produktion erforderliche Sand konnte in unmittelbarer Nähe in einer Sandgrube zwischen der „Ziegeleistraße“ und der Straße „Sandberg“ abgebaut werden, der Ton wurde lange Zeit aus mehreren Tongruben zwischen den Straßen „An der Harre“ und „Hinterm Alten Kamp“ gewonnen (später in der Tonkuhle Edewecht). Der notwendige Brenntorf wurde in einem ziegeleieigenen Torfabbaugebiet am „Moorkampsweg“ gestochen. Für den Torftransport existierte im Ort lange Zeit eine Feldbahn mit eigenem Gleissystem, die die Ziegelei und das 1902 entstandene Elektrizitätswerk belieferte.

1815 zählte der Ort 21 Feuerstätten und 127 Einwohner, seit 1811 wurde eine private Schule bezeugt. Die seit 1829 erfolgte Privatisierung der Jeddeloher Gemeinheiten öffnete die Tore zu deren geordneter Besiedlung und Nutzung. Erste Ansiedlungen erfolgten an dem seit 1798 nutzbaren Weg zum Scharrelsberg (die heutige Ortschaft Kleinscharrel), dem Weg südlich in die „Jeddeloher Wiesen“ (dem heutigen Jeddeloh II) sowie dem unmittelbar östlich anschließenden Wildenlohsweg (heute: Kleefeld). Von der damit verbundenen Ausdehnung der Landwirtschaft zeugte auch eine 1858 errichtete Windmühle, die aber vor 1912 wieder abgebrochen wurde.
Die Insellage Jeddelohs wurde von 1830 bis 1840 auch durch den Bau einer das Moor in direkter west-östlicher Richtung durchquerenden besandeten Wegeverbindung zwischen Oldenburg und Edewecht aufgehoben, die bis 1895 durch Pflasterung ganzjährig nutzbar wurde. 1911/'12 wurde der bei Regen oft aufgeweichte Sandweg nach Jeddeloh II gepflastert, die 1915 begonnene Pflasterung des Scharrelerdamms nach Kleinscharrel konnte kriegsbedingt erst 1927/'28 beendet werden.
1925 zählte Jeddeloh I 456, 1950 828 Einwohner, unter ihnen 170 Kriegsvertriebene und Flüchtlinge. 1960 erhielt Jeddeloh I ein neues Schulgebäude, welches das alte von 1848 ersetzte. Seit 1970 war die Schule in Jeddeloh I Mittelpunktschule, seit 2007 weiterhin Grundschule. Nach dem Zweiten Weltkrieg bildete sich in Jeddeloh eine evangelisch-freikirchliche Gemeinde (Baptisten), die 1984 eine eigene Kirche errichtete.
1990 wurde das 800-jährige Jubiläum von Jeddeloh begangen, da die erste Erwähnung früher fälschlich auf 1190 datiert wurde.

### Namensherkunft
Ursprünglich war Jeddeloh mit Bruchwald oder Niederungswald bewachsen, worauf die Endsilbe „...loh“ (altdeutsch „lo“ = Wald) im Ortsnamen „Jeddeloh“ hinweist. Die Vorsilbe in wechselnder Schreibweise „Yede“ oder „Jete“ (altdt. „Gate“: Abfluss, Ausfluss) oder „Giude“ (altdt. „giutan“ = gießen) dürfte sich auf natürliche Abflüsse zur Vehne beziehen (F. Winkler). Wahrscheinlich spielte auch das Wasser aus den noch heute vorhandenen Quellen am Rande des Esches (Börn) eine Rolle. Die ersten Ansiedler wurden nach dieser Flurbezeichnung „to Yedelo“ („zu Jeddeloh“) benannt.
Der Zahlenzusatz „1“ oder „I“ findet sich häufiger bei oldenburgischen Moorkolonien und dient der Unterscheidung zu späteren Siedlungsausbauten (hier: Jeddeloh II).

## Einwohnerstatistik
| Jahr | Einwohner | Haushalte |
| ---- | --------- | --------- |
| 1815 | 120       |           |
| 1855 | 315       |           |
| 1895 | 535       |           |
| 1925 | 465       |           |
| 1939 | 580       | 129       |
| 1961 | 907       |           |
| 1971 | 963       |           |
| 1981 | 957       |           |
| 1991 | 936       | 302       |
| 2001 | 1.014     | 322       |
| 2012 | 964       | 341       |
| 2016 | 1.025     | 345       |
| 2018 | 1.063     | 346       |
| 2020 | 1.101     | 347       |
| 2022 | 1.151     | 348       |

(Quelle: Alte Unterlagen und Gemeindeverwaltung Edewecht)

## Wirtschaft
Neben der Landwirtschaft betrieben die beiden Hausmannsfamilien seit 1793 eine Bauernziegelei, die bis kurz nach dem Ersten Weltkrieg bestand. 1854/55 wurde etwa 100 m entfernt die Ziegelei Oltmanns gegründet, die ab 1986 zur Firmengruppe Wienerberger gehörte. 2003 wurde die Produktion weitestgehend aufgegeben, 2008 wurde das Werk endgültig geschlossen.
Nach dem Ersten Weltkrieg stellten sich die beiden landwirtschaftlich orientierten Althöfe erfolgreich auf die Anzucht von Rhododendron, Heide und Koniferen um. Heute existieren mit der Baumschule „J.D. zu Jeddeloh“ eine der bedeutendsten Baumschulen Deutschlands sowie weitere Betriebe mit hoher regionaler Bedeutung.
Das örtliche Elektrizitätswerk des Maschinenfabrikanten Gerhard Bünting war das erste in der Gemeinde Edewecht und belieferte von 1902 bis 1938 Jeddeloh und Nachbarorte mit Gleichstrom – bis zum Ersten Weltkrieg umfasste das Jeddeloher Stromnetz beachtliche 500 Hausanschlüsse (Angesichts der damals neuartigen elektrischen Beleuchtung sagte ein Besucher Jeddelohs staunend: „So ähnlich stell ick mi uck den Himmel vör.“).

## Vereine
- Freundes- und Förderverein der Grundschule Jeddeloh I: Cafeteria, regelmäßig gesundes Frühstück
- Kinderkutsche: Fahrten zum Kindergarten
- Landvolkverein: Brauchtumspflege, Ferienpassaktionen usw.
- Modelsportclub: Modellflugzeuge
- Ortsbürgerverein: Brauchtumspflege und Koordination der Vereine
- Plattsnackers: Pflege der Plattdeutschen Sprache
- Schützenverein: Pflege des Schießsports
- Turnverein: Angebot von diversen Sportarten

Darüber hinaus finden an der Rennstrecke am Jückenweg regelmäßig Rasenmäherrennen statt. Das Rennen in Jeddeloh ist Teil der Rennserie zur Deutschen Meisterschaft.

## Ballade
In den weit ausgedehnten Moorgebieten, die sich zwischen dem Bistum Münster und der Grafschaft Oldenburg im Raum Bösel, Friesoythe und Barßel sowie Nordloh, Godensholt, Scheps, Edewecht und Jeddeloh erstreckten, haben jahrhundertelange Grenzstreitigkeiten die betroffenen Bauern gar häufig beunruhigt. Raub- und Plünderungszüge wogten hin und her.
Zu dem Überfall der „Münster’schen“ in Jeddeloh schrieb der Dichter Heinrich Seidel (1842–1906) die folgende Ballade:
Brun Jeddeloh
Die Münsterschen kamen über das Moor,

Zu rauben und plündern wie oft zuvor.

Sie saßen und schmausten in Jeddeloh

Und waren des fetten Schinkens froh.

„Dirn, sla us Eier in de Pann,

Denn kamen dor kien Küken van!“

Sie tranken dazu den blumigen Met

Und küssten die Trina und die Margret!

Doch heimlich war entwischt ein Knecht

Über das Moor nach Edewecht.

Die Glocken gehen vom Kirchenturm,

Sie läuten Hilfe, sie läuten Sturm.

Die Bauern kommen mit Beilen hervor.

Sie ziehn nach Jeddeloh über das Moor.

„Was sagen die Glocken? Bauer sprecht!“

„Sie läuten zur Leiche nach Edewecht.“

Die Münsterschen, trunken von Met und Raub,

Sie waren blind, sie waren taub.

Umzingelt ward Brun Jeddelohs Haus.

Man machte den Räubern den Garaus.

Nur einer entkam den Bauern noch,

Dieweil er sich unter die Kletten verkroch.

Brun Jeddeloh aber hat ihn gesehn.

Da musste der Räuber ums Leben flehn.

Er schrie und bat in Jammer und Not – –

Brun aber sprach und schlug ihn tot:

„Ick sla de Eier in de Pann,

Denn kamt dor kien Küken van.“